# Диборид иттрия
Диборид иттрия — бинарное неорганическое соединение металла иттрия и бора с формулой YB2, кристаллы.

## Получение
- Сплавление чистых веществ в инертной атмосфере:

{\displaystyle {\mathsf {Y+2B\ {\xrightarrow {T}}\ YB_{2}}}}

## Физические свойства
Диборид иттрия образует кристаллы 
гексагональной сингонии,
пространственная группа P 6/mmm,
параметры ячейки a = 0,3298 нм, c = 0,3843 нм.